# مغناجة
المِغناجة هي زينة ملحقة بأزياء النساء، تُعتبر بشكل عام قطعة مجوهرات، ويقصد بها أن تكون بديلاً عن حقيبة السهرة.